# Perotinus

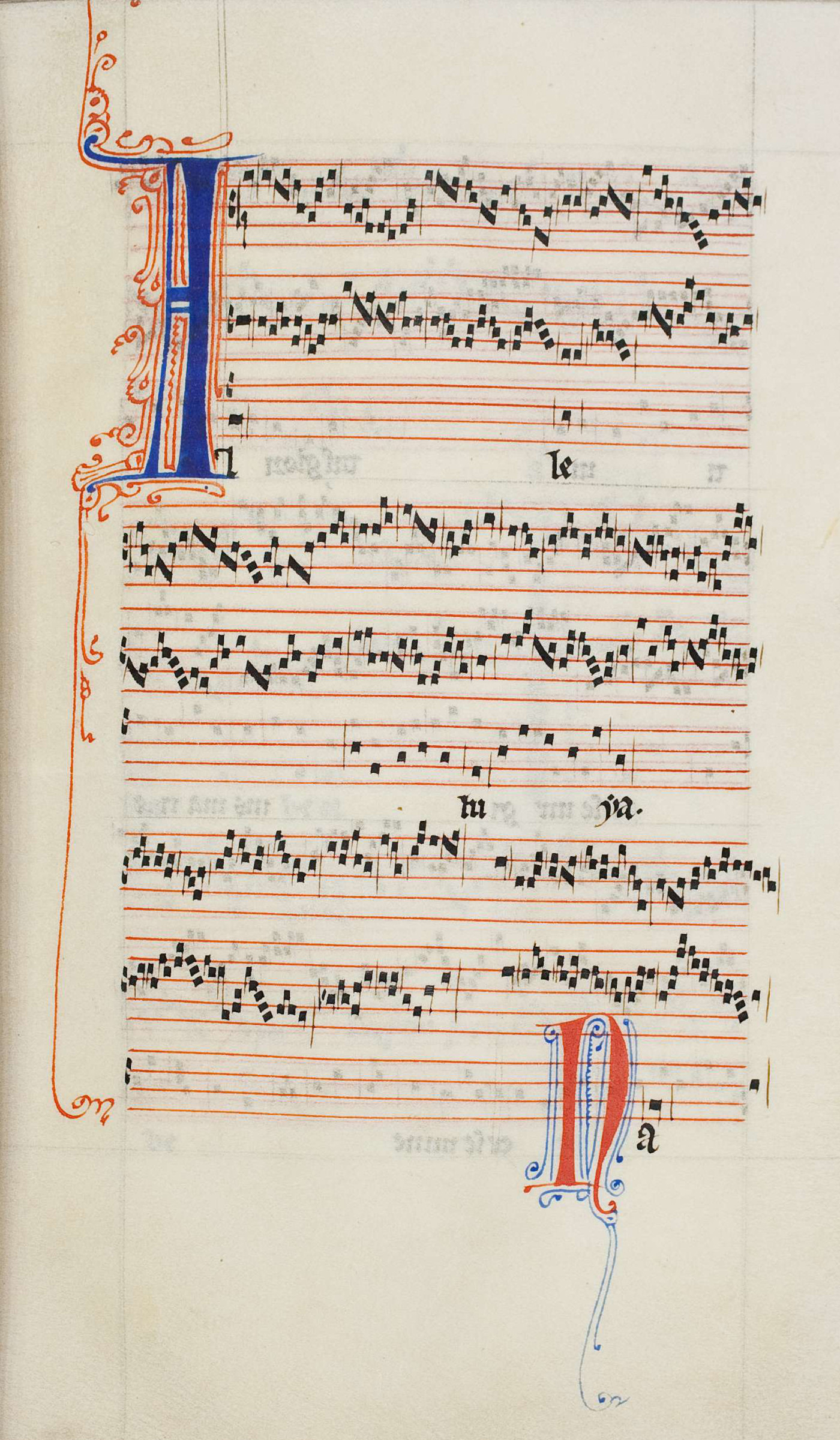
Jedna z kart Alleluia nativitas Perotinusa

Perotinus Magnus, magister Perotinus, Pérotin (ur. 1155-1160, zm. 1200-1205) – francuski kompozytor działający w Paryżu przy katedrze Notre-Dame i największy twórca związanej z nią Szkoły Notre-Dame.
Znany z przerobienia kompozycji swego poprzednika Leoninusa w Magnus Liber Organi (Wielka księga organum). Zbiór dwugłosowych organów na cały rok kościelny rozbudował na trzy- i czterogłosowe organa tripla i organa kwadrupla oraz klauzule (dwu-, trzy- i czterogłosowe, krótkie utwory uzupełniające ten zbiór).
Wprowadził wielogłosowe konduktusy, czyli utwory liturgiczne wykonywane podczas mszy przed czytaniem lekcji, oraz rytmicznie jednoznaczną notację modalną, „czym może najbardziej przyczynił się do rozwoju muzyki średniowiecznej”.
Jego największym osiągnięciem są czterogłosowe organa Viderunt omnes fines i Sederunt principes.